# Judici oral
El judici oral és el període decisiu del procés penal en què, després de conclòs el sumari, es practiquen directament les proves i al·legacions davant el tribunal sentenciador. Són judicis concentrats, d'immediatesa judicial amb actuació pública de totes les parts i intervenció directa i constant de jutge, que es porten en forma oral. Reben aquest nom en contraposició als judicis escrits, i estan regits per una sèrie de principis propis.